# Hôtel de Cheusses
L'hôtel de Cheusses est un hôtel particulier situé à Rochefort en Charente-Maritime. De forme classique en « U », entre cour et jardin, la majeure partie de sa construction date du XVIIe siècle. Le premier corps de bâtiment est érigé fin XVIe siècle-début XVIIe siècle par le seigneur de Rochefort, Gédéon de Lauzeré. Son nom hôtel de Cheusses, vient de Jacques Henri de Cheusses, dernier seigneur de Rochefort qui l'avait fait bâtir.
Depuis 1978, l'hôtel abrite  le musée national de la Marine, sous tutelle du ministère des Armées.
Il ne doit pas être confondu avec l'hôtel de la Marine de Rochefort, ancien siège de la seigneurie de Rochefort-sur-Charente puis Maison du roi et sièges des intendants de la Marine, puis préfets maritimes de Rochefort, aujourd'hui siège du commandement des écoles de la Gendarmerie nationale.

## Introduction
L’hôtel de Cheusses est le plus ancien bâtiment civil de la ville de Rochefort, antérieur à la construction de la ville et de son arsenal en 1666. Il a servi de référence à l’élaboration du plan de la ville, plan orthonormé prenant appui sur l’orientation de l’hôtel. D'autre part, il incarne le pouvoir militaire et maritime puisqu'il était siège du commandant de la Marine et de l’Intendance. Sa situation donnait à ses occupants une vue d’ensemble de l’arsenal et de son activité, à la fois dominant le fleuve Charente, à la fois dominant la ville de Rochefort, donnant la direction à suivre pour l’arsenal, donnant la direction des rues de la ville.

## Historique
En 1594, Henri IV de France vend par adjudication à son premier valet de chambre, Adrien de Lauzeré, les terres et la seigneurie de Rochefort. Celui-ci ne trouvant sur place qu’un château en ruine (le vieux château), il commande la construction d’une nouvelle demeure. C’est son fils, Gédéon de Lauzeré qui fait ériger le premier corps du bâtiment entre 1600 et 1620. Cette construction se compose d’une aile (actuelle aile Nord) encadrée de deux pavillons carrés surélevés par rapport au bâtiment. Vers 1650, le corps de logis principal est mis en place, en retour d’équerre. 
En 1666 quand Colbert choisi d’implanter l’arsenal du Roi à Rochefort, les terres et la seigneurie de Rochefort peuvent être rechetées à Jacques Henri de Cheusses, époux de la fille de Gédéon de Lauzeré, qui est simple seigneur engagiste car la vente avait été faite sous pacte de rachat.
La fondation de l’arsenal place l’hôtel de Cheusses en position de surveiller l’activité navale du nouveau port de guerre. Entre 1690 et 1927 le bâtiment abrite les commandants de la Marine qui sont les chefs militaire de l’arsenal et du port, tandis que l'hôtel de la Marine, siège de la seigneurie devenu Maison du roi, devient le siège des intendants de la Marine, puis des préfets maritimes de Rochefort.
Entre 1670 et 1672, le bâtiment est complété au Sud par une aile qui donne à l'hôtel sa forme classique en « U », ou « entre cour et jardin », puisqu’un jardin à la française se tenait entre l’hôtel et la Charente. Celui-ci disparaît vers 1830, à la création de la Porte du Soleil, pour les besoins de l’arsenal. Ainsi l’hôtel de Cheusses est à la fois ouvert sur la ville et sur l’arsenal.
La deuxième moitié du XVIIIe siècle est riche en rénovation, reconstruction du bâtiment. Vers 1744, l’aile Sud est reprise, les murs extérieurs sont reconstruits en moellons, ce qui indique l’urgence et le manque de moyen de l’entreprise. Cette reprise de l’aile Sud coïncide avec la construction du logement des Ingénieurs (actuel hôtel de la Comtesse d’Amblimont). En 1751, l’aile Nord (la première construite) est rétablie à neuf, on y ajoute un cadran solaire. Entre 1749 et 1775, l’ingénieur Onésime Augias construit un portail d’entrée néo-classique, flanqué de guérites. Dans le même temps l’aile Est, côté cour, est reprise. On y ajoute un avant-corps décoré style rococo (feuilles d’acanthe et coquillages,…), qui renforce la fonction de représentation du pouvoir qu’incarne l’hôtel de Cheusses.
En 1927, quand l’arsenal ferme ses portes, l’archiviste du port Dick Lemoine entreprend de faire de l’hôtel de Cheusses un musée naval. Après rénovation du bâtiment qui a d’ailleurs été fraichement classé monument historique le 19 janvier 1932,, le musée naval de Rochefort ouvre ses portes en novembre 1936. Mais en 1939, la Marine entend redonner une fonction militaire à ce bâtiment. Ainsi, le 4 novembre 1939, l’hôtel de Cheusses devient la comptabilité générale de la Marine. Le 23 juin 1940 les Allemands occupent partiellement le bâtiment et finissent par l’occuper intégralement en janvier 1942. Les collections du musée sont déménagées dans divers services de la Marine (orphelinat, bibliothèque, foyer du marin). En 1951, la sécurité navale s’installe dans l’hôtel pour le quitter en 1959. Depuis cette date et ce jusque 1973, tout est mis en œuvre afin de rouvrir le Musée naval à l’été 1973. En 1978 l’hôtel de Cheusses est donné en dotation à l’établissement public musée national de la Marine, sous tutelle du ministère de la Défense.

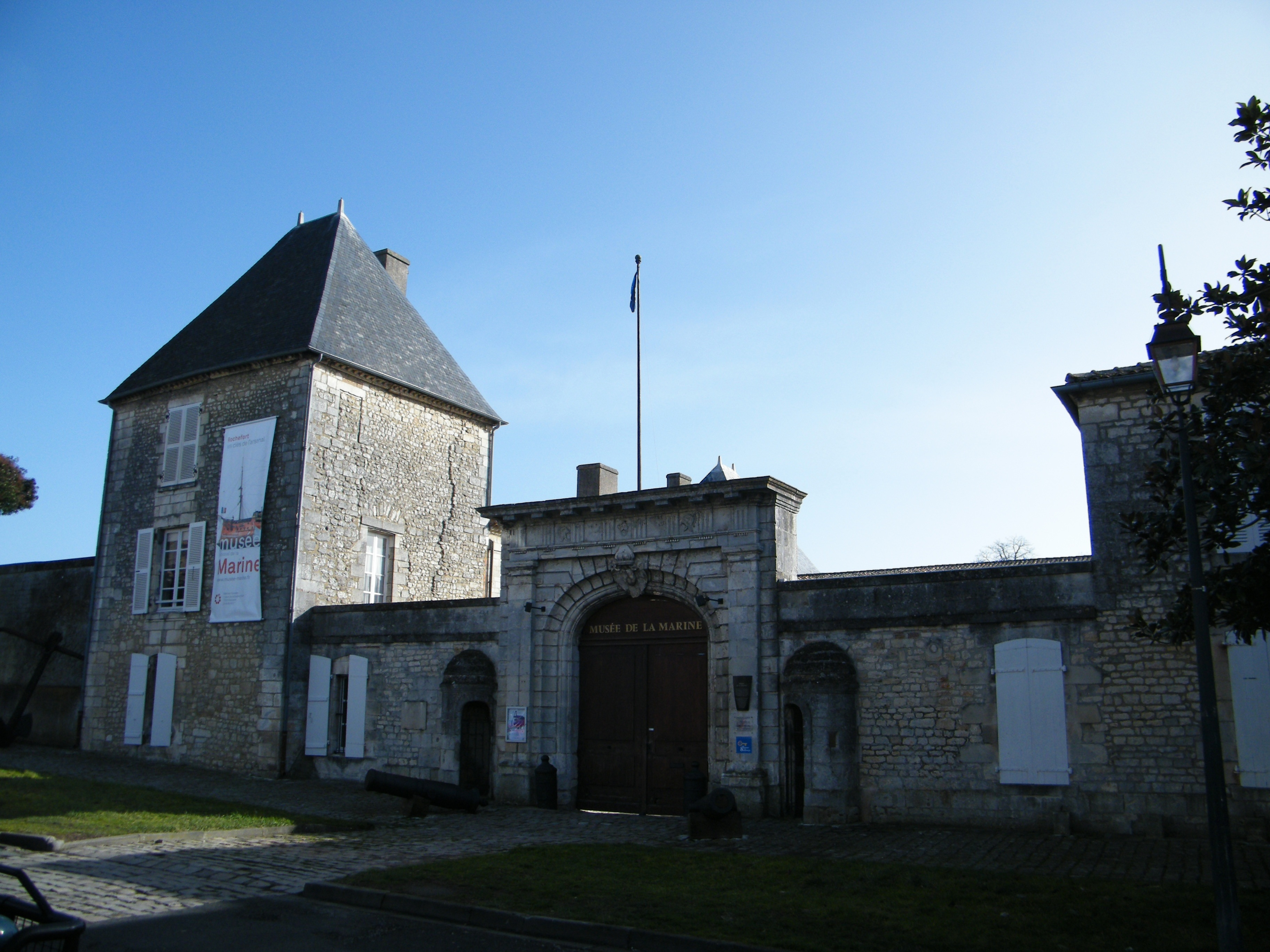
Tour nord-ouest et portail d'entrée de l'hôtel de Cheusses.
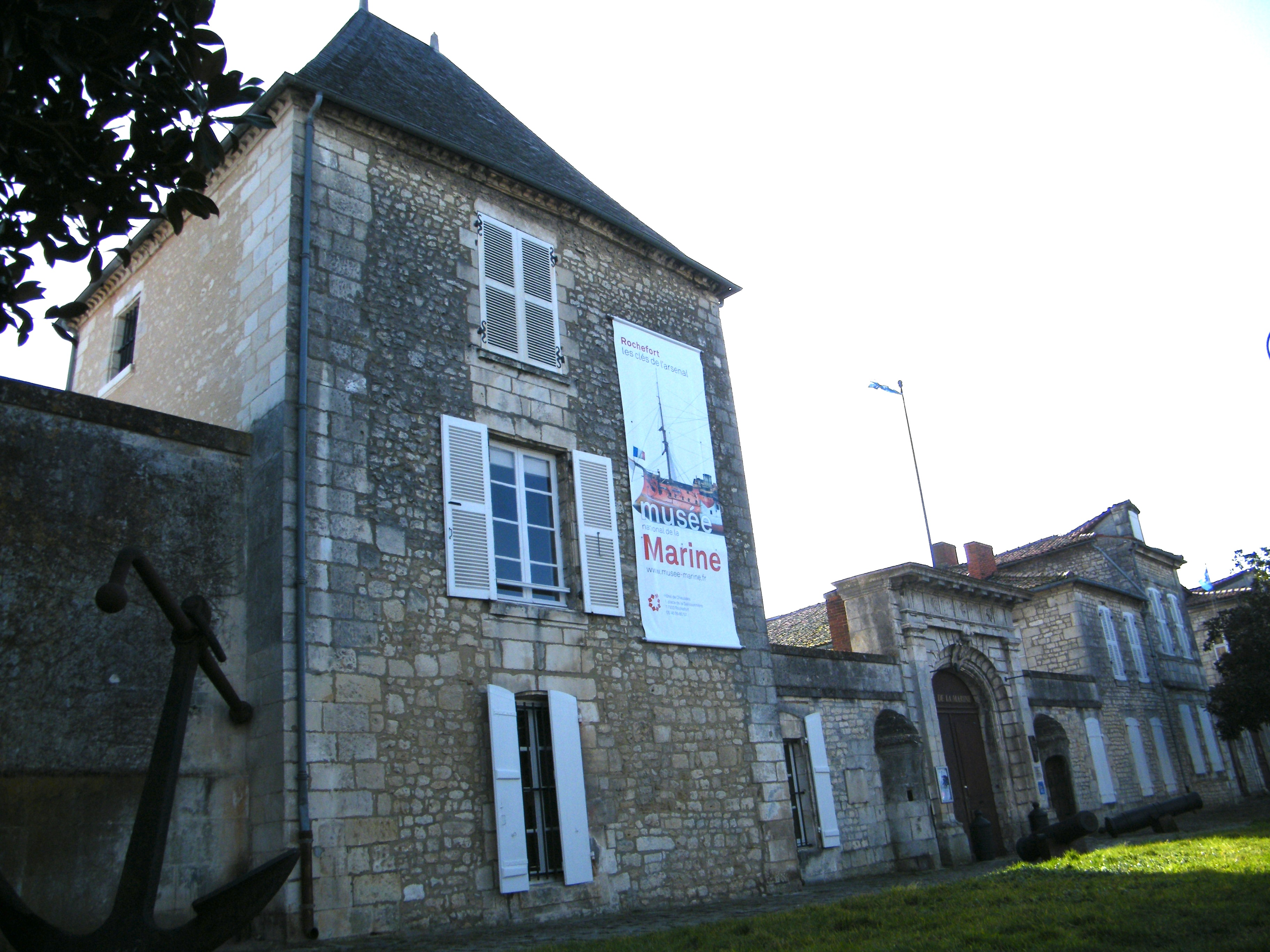
Tour nord-ouest, un des pavillons d'origine de l'hôtel de Cheusses
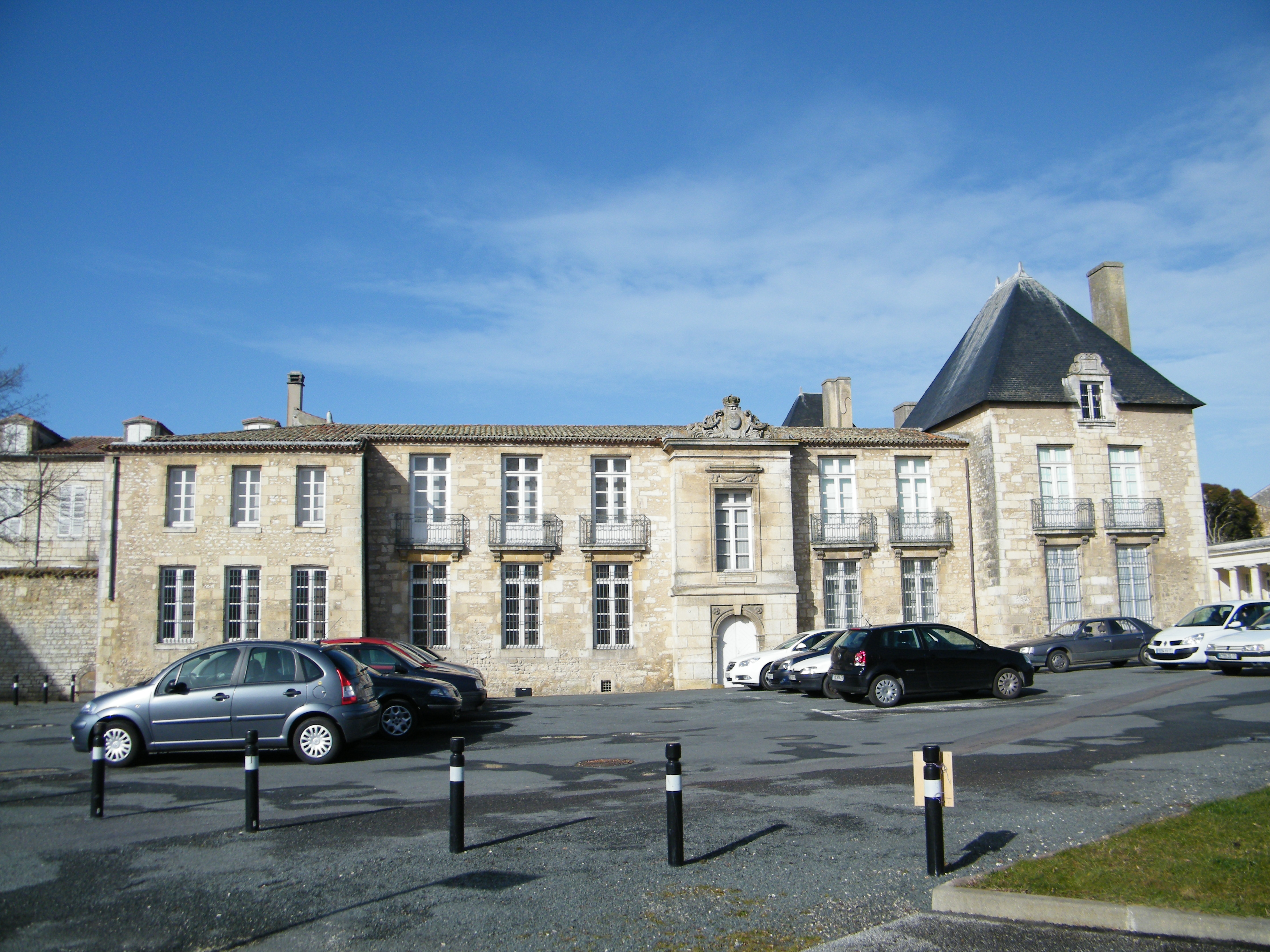
Façade arrière de l'hôtel de Cheusses (côté arsenal).
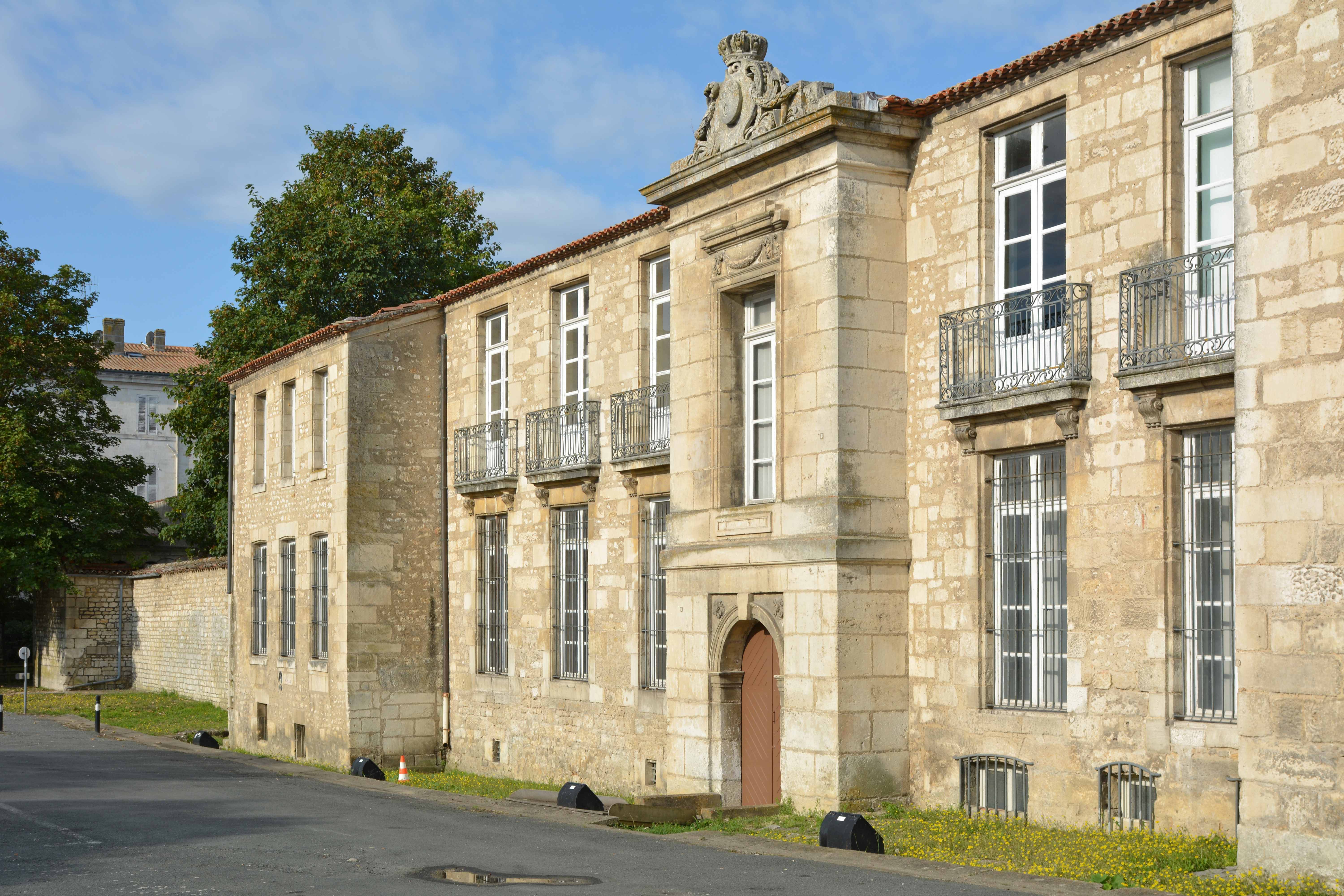
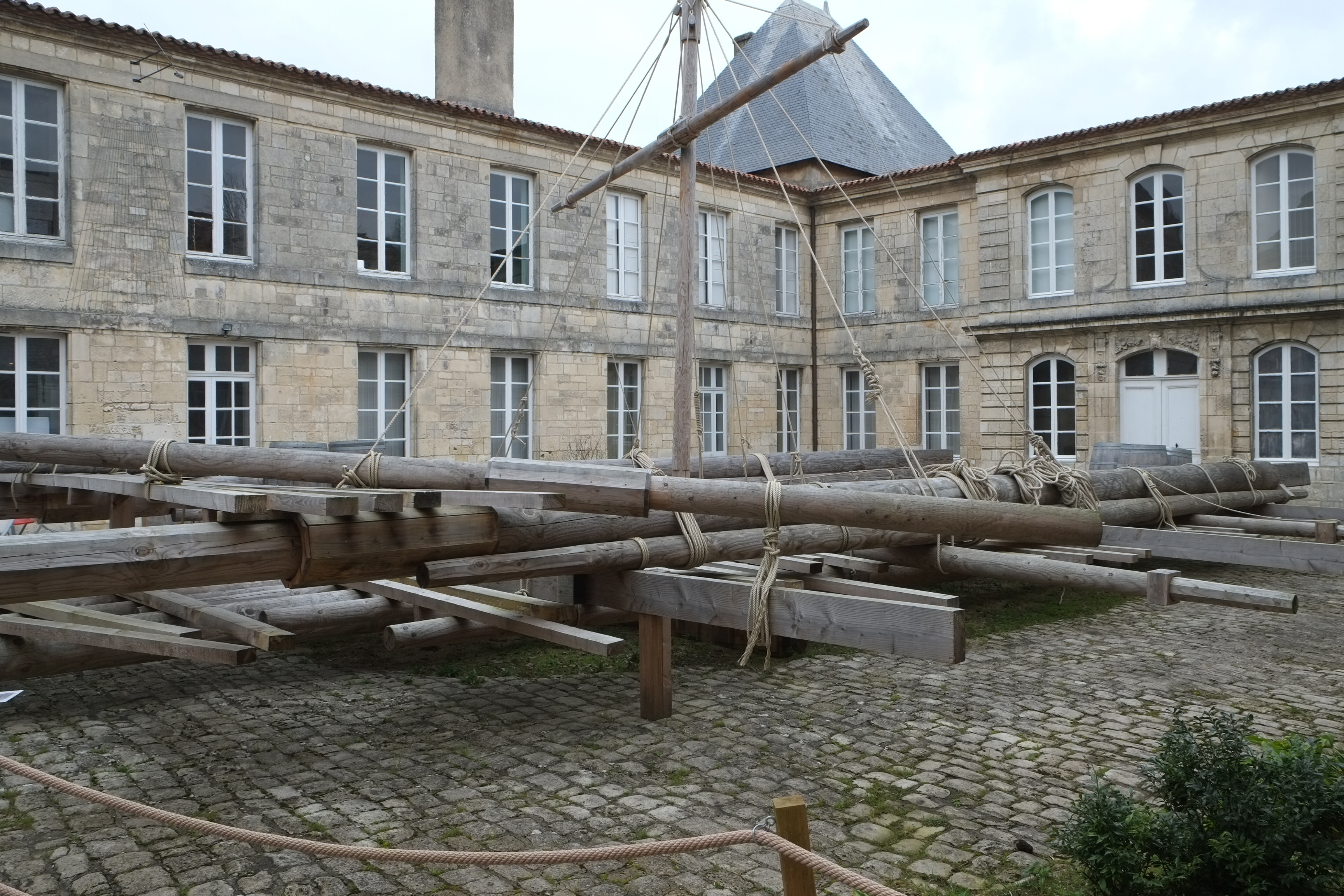
Cour où se trouve une reconstitution à l'échelle 1 du Radeau de la Méduse.

## Fonctions du bâtiment
- 1600-1666 : demeure noble de la famille de Lauzeré puis Henry de Cheusses ;
- 1666-1690 : abrite sûrement Colbert du Terron[réf. nécessaire] qui pendant la construction de l’arsenal devait loger dans le seul bâtiment habitable de Rochefort : l'hôtel de Cheusses ;
- 1690-1781 : logement et bureau du commandant de la Marine qui est le chef militaire de l'arsenal ;
- 1781-1927 : logement et bureau de l'intendant de la Marine qui est le chef administratif de l'arsenal. L'intendant portera les noms d'ordonnateur sous la République et de commissaire général à la restauration ;
- 1936-1939 : Musée naval ;
- 1944-1959 : Bureau de recrutement de la Marine / services sociaux de la Marine / sécurité navale ;
- 1973-… : Musée national de la Marine.

## Coup d'œil sur les boiseries
Ces boiseries sont présentes dans cinq salles de l’hôtel de Cheusses réparties entre le rez-de-chaussée et l’étage. Il s’agit d’un revêtement en bois, le plus souvent peint, que l’on applique sur une paroi intérieure. Elles sont réalisées à partir d’une série de dessins à l’encre et mine de plomb signés Onésime Augias, ingénieur en chef de l’arsenal. Ils portent la mention « approuvé Maureville » ce qui indique que ces dessins furent réalisés en 1771 et 1775, années où Bidé de Maurville fut commandant de la Marine. Ces boiseries néoclassiques XVIIIe siècle sont les plus anciennes de Rochefort. Les motifs décoratifs représentent des guirlandes de lauriers, de fleurs ou de feuillages.

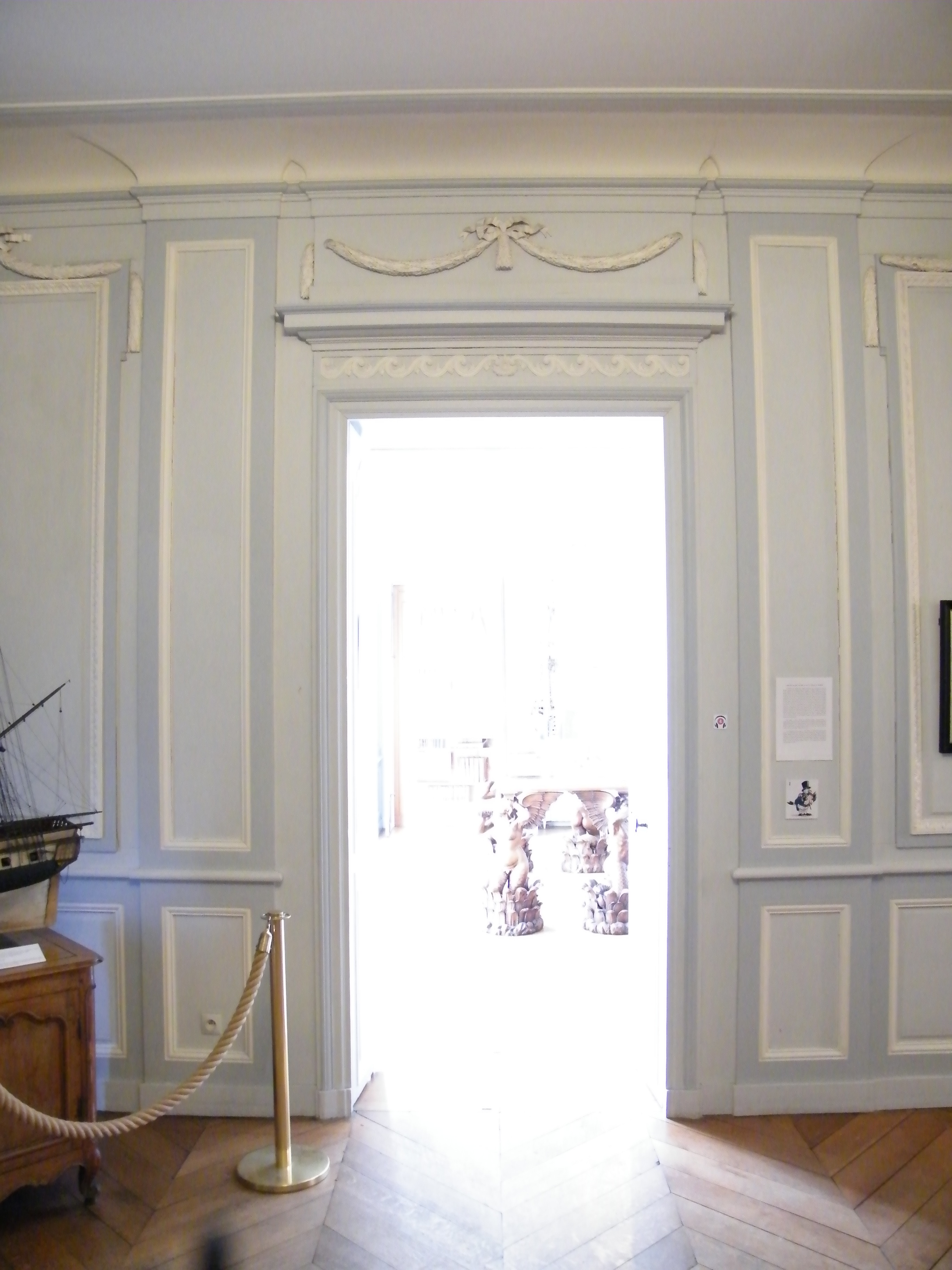
Détails de boiseries
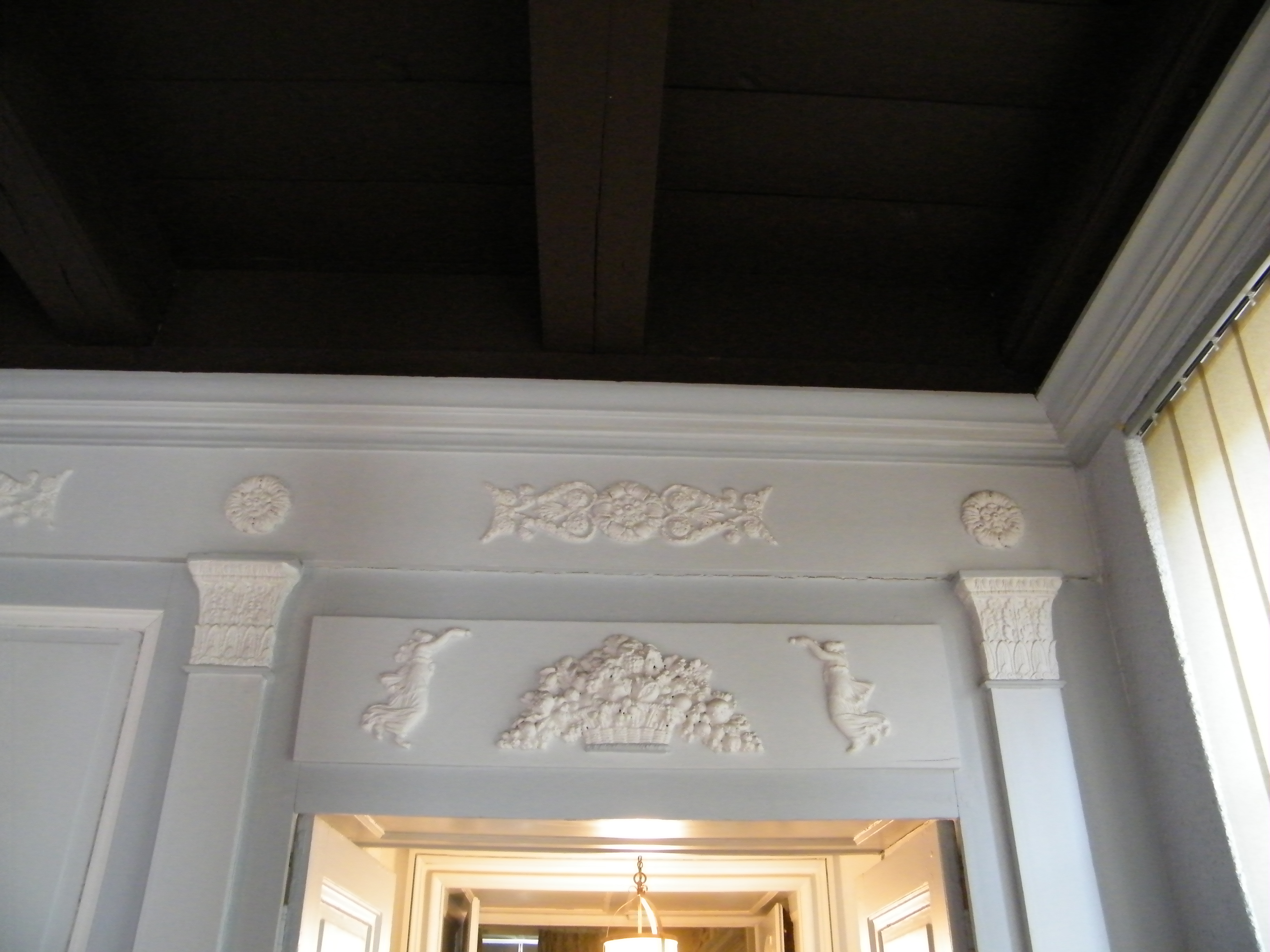
Détails de boiseries
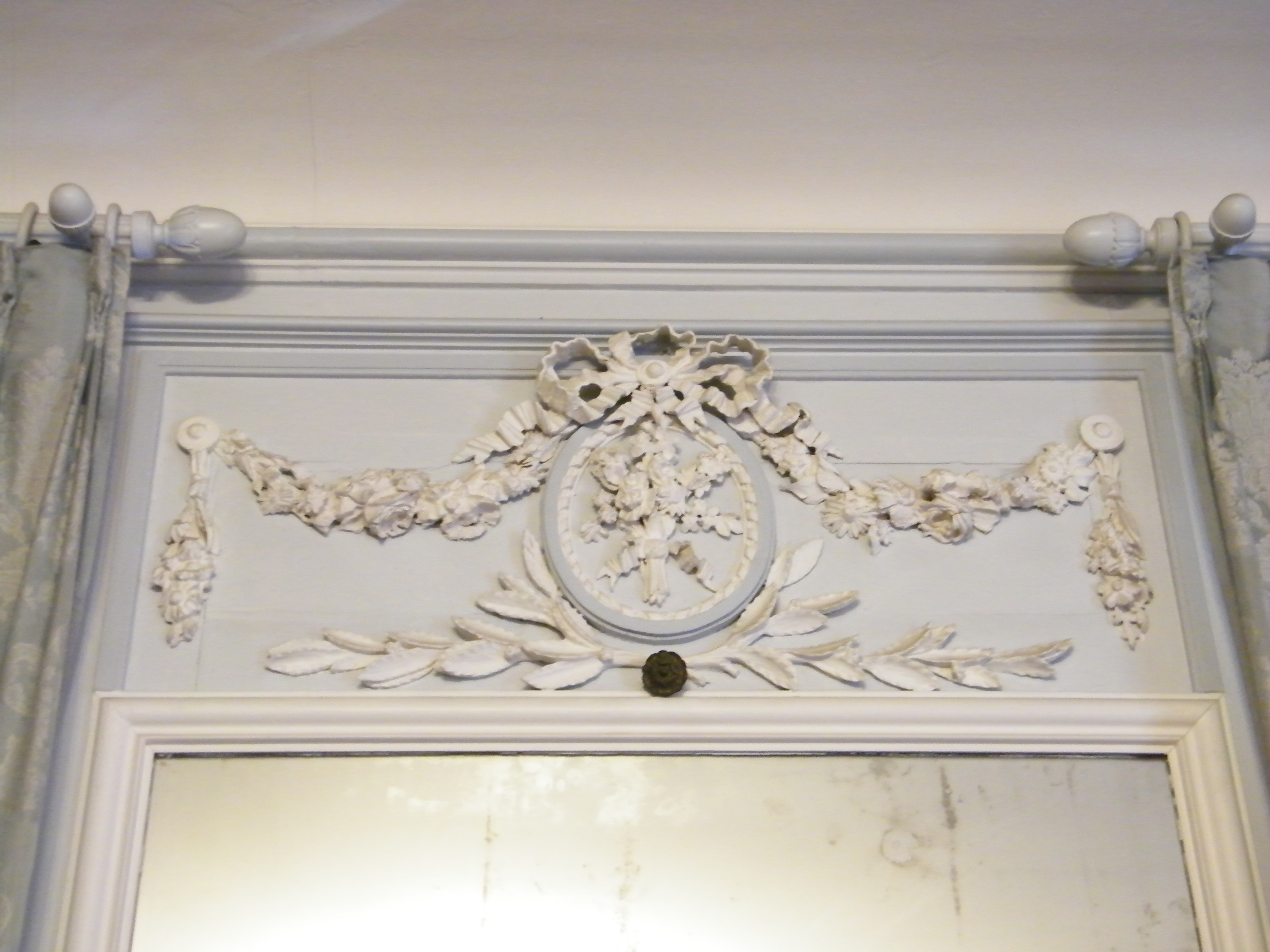
Détails de boiseries